# 鹽灶下
鹽灶下是香港新界北區的一個地方，鄰近鹿頸及沙頭角海西南，因其鷺鳥林而於1975年2月25日被列為首批具特殊科學價值地點之一，直至2016年3月被除名。
鹽灶下鷺鳥林有多種鷺鳥在此地的紅樹林覓食、築巢及繁殖，常見品種包括白鷺、池鷺和牛背鷺等，也有較稀有的黃嘴白鷺。

## 客家鄉民歷史
鹽灶下為黃氏、林氏與張氏之雙姓客家村落，旁邊之膊頭下村亦係該村之附屬。
黃氏祖籍惠陽晉隆，於康熙十年（1671）年遷入；來自福建興化之林氏及福建莆田之張氏分別於康熙十八年（1679年）及六十一年（1722年）相繼入村，於現址建灶煮鹽為業，由是村名為鹽灶下。
兩村長者多不諳說粵語，只曉（客家話「懂」、「識得」之意）客家方言；鹽灶下村建有兩氏之家祠——黃氏家祠與張氏家祠，家祠門口各設有一對堂聯。

## 鹽灶下之客家建築
排屋村